# Nikolai Egorovich Makarov
Nikolai Egorovich Makarov (em russo: Никола́й Его́рович Мака́ров; Glebovo-Gorodishche, 7 de outubro de 1949) é um militar russo e ex-soviético aposentado. Ele foi Chefe do Estado-Maior Geral das Forças Armadas da Federação Russa e Primeiro Vice-Ministro da Defesa da Rússia entre 2008 e 2012. Recebeu o título de Herói da Federação Russa em 2012. Detém o posto de General do Exército desde 2005.

## Biografia

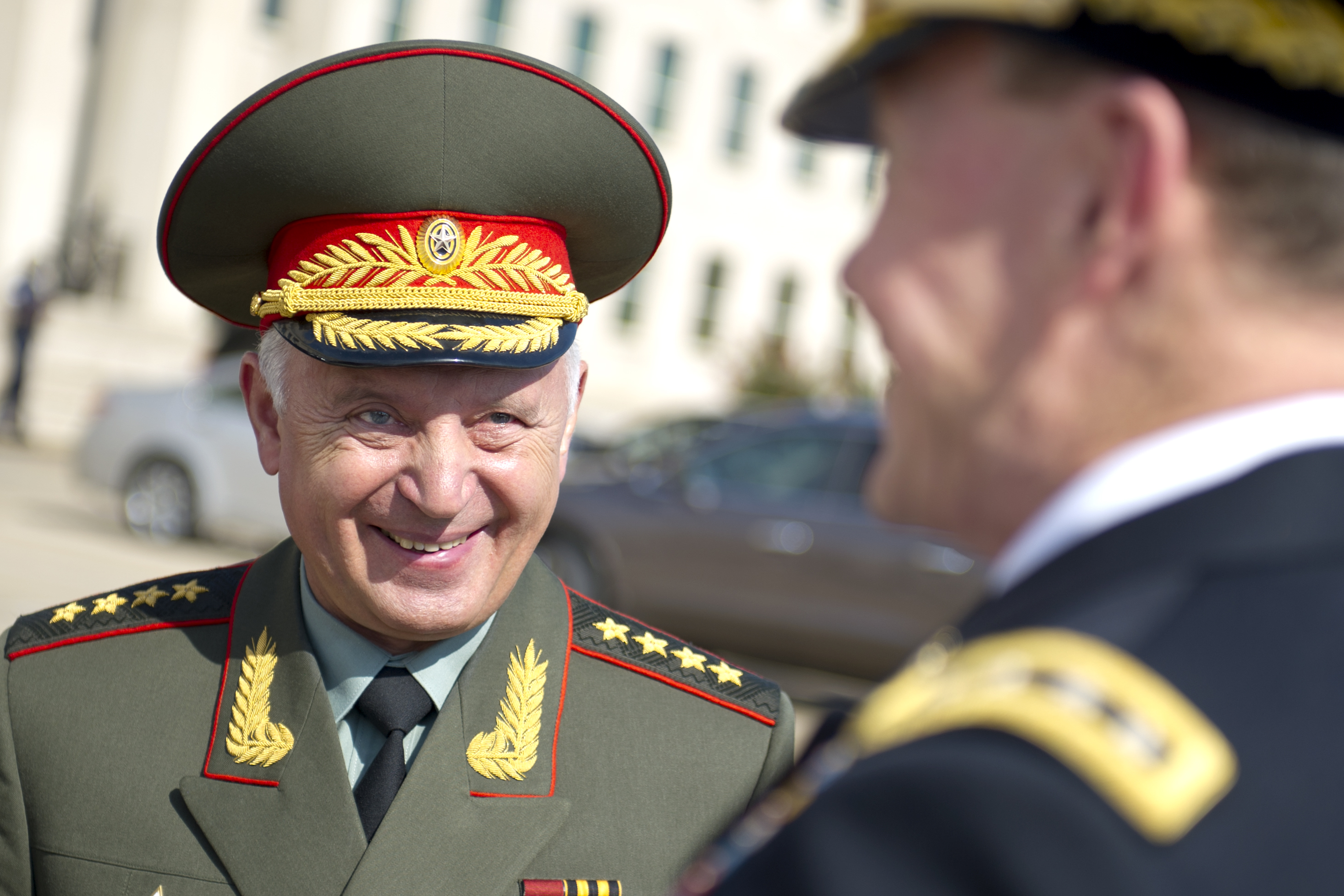
General do Exército Nikolai Makarov, 12 de julho de 2012

Nikolai Egorovich Makarov nasceu em 7 de outubro de 1949 na vila de Glebovo-Gorodishche, Oblast de Riazã. É de uma família de servidores públicos. Desde 1950, vive em Moscou, onde concluiu o ensino médio em 1967 na Escola Secundária de Moscou nº 571.
Ingressou nas Forças Armadas da URSS em agosto de 1967.
Entre 1967 e 1971, foi cadete da Escola Superior de Comando das Forças Terrestres de Moscou, formando-se com medalha de ouro.
Entre 1971 e 1974, Makarov serviu como comandante de pelotão de fuzileiros motorizados no 68.º Regimento de Fuzileiros Motorizados de Guardas, pertencente à 27.ª Divisão de Fuzileiros Motorizados de Guardas do 1.º Exército de Tanques de Guardas. Também foi comandante de pelotão no 202.º Regimento de Guardas da 6.ª Divisão de Tanques de Guardas, ambos parte do Grupo de Forças Soviéticas na Alemanha. Em maio de 1974, assumiu o comando de uma companhia de fuzileiros motorizados, e em setembro de 1975, tornou-se comandante de um batalhão na mesma unidade.
Em 1976–1979, cursou a Academia Militar M. V. Frunze, também se formando com medalha de ouro.
Em 1979, Makarov tornou-se chefe de Estado-Maior e vice-comandante de um regimento de fuzileiros motorizados de Guardas. Em novembro de 1980, assumiu o comando desse regimento no 36.º Exército de Armas Combinadas do Distrito Militar Transbaical. A partir de dezembro de 1981, atuou como chefe de Estado-Maior e vice-comandante de uma divisão de fuzileiros motorizados de Guardas, e mais tarde comandou a 52.ª e a 198.ª Divisões de Fuzileiros Motorizados no mesmo distrito. Foi promovido a Major-General em 6 de maio de 1989.
Em 1991–1993, frequentou a Academia do Estado-Maior Geral, novamente formando-se com distinção.
A partir de agosto de 1993, Makarov foi chefe de Estado-Maior das Forças Coletivas de Paz no Tajiquistão e do agrupamento unificado das tropas russas no país, participando da contenção da guerra civil local. Em dezembro do mesmo ano, tornou-se chefe de Estado-Maior e primeiro vice-comandante do 11.º Exército de Armas Combinadas de Guardas, sediado em Kaliningrado.
A partir de março de 1996, Makarov foi comandante do 2.º Exército de Tanques de Guardas do Distrito Militar do Volga, com sede em Samara.
De janeiro de 1998 a setembro de 1999, Makarov foi comandante das forças terrestres e de defesa costeira, atuando como vice-comandante da Frota do Báltico em Kaliningrado.
De setembro de 1999 a dezembro de 2002, foi chefe de Estado-Maior e primeiro vice-comandante das tropas do Distrito Militar de Moscou. Em 9 de maio de 2001, comandou o desfile militar em comemoração ao Dia da Vitória na Praça Vermelha, em Moscou.
De abril a julho de 2001, Makarov atuou como comandante interino das tropas do Distrito Militar de Moscou.
De dezembro de 2002 a abril de 2007, foi comandante das tropas do Distrito Militar da Sibéria.
De abril de 2007 a junho de 2008, foi chefe do Departamento de Armamentos das Forças Armadas da Rússia e vice-ministro da Defesa.
A partir de 3 de junho de 2008, assumiu o cargo de Chefe do Estado-Maior General das Forças Armadas da Rússia e primeiro vice-ministro da Defesa. Durante esse período, participou da coordenação das ações militares russas durante a guerra na Geórgia (agosto de 2008).
Em 26 de junho de 2008, foi nomeado membro do Conselho de Segurança da Federação Russa.
De maio de 2009 até a dissolução da comissão em fevereiro de 2012, Makarov foi membro da Comissão para combater tentativas de falsificação da história em prejuízo dos interesses da Rússia.
Em outubro de 2009, o Comandante Supremo das Forças Armadas da Federação Russa prorrogou o tempo de serviço militar de Makarov até os 65 anos. O porta-voz do Ministério da Defesa, coronel Alexei Kuznetsov, confirmou que o mandato de Makarov como chefe do Estado-Maior foi estendido até 2012.
Durante seu período no comando do Estado-Maior, ocorreram reformas significativas nas Forças Armadas: reestruturação dos sistemas de comando e logística, criação de uma nova força militar (Forças de Defesa Aeroespacial – VKO), redução no efetivo e no tempo de serviço obrigatório, além de aumento expressivo na remuneração dos militares.
Na primavera de 2012, foi condecorado com o título de Herói da Federação Russa e recebeu a Estrela Dourada por sua liderança durante a guerra na Geórgia em agosto de 2008.
Após a saída de Anatoly Serdiukov do Ministério da Defesa e a nomeação de Sergei Shoigu, o presidente da Rússia dispensou Makarov, em 9 de novembro de 2012, do cargo de chefe do Estado-Maior e o aposentou do serviço militar. Em 13 de novembro do mesmo ano, foi oficialmente excluído do Conselho de Segurança da Rússia.
Desde fevereiro de 2013, atua na Direção dos Inspetores-Gerais do Ministério da Defesa.
Makarov é presidente da premiação “Heróis do MVOKU” da organização de ex-alunos da Escola Superior de Comando Militar de Moscou “Kremlin”.

## Personalidade

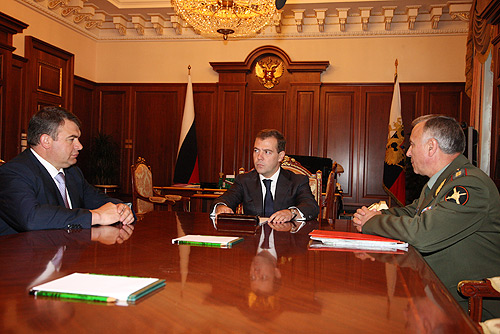
Makarov com o ex-Ministro da Defesa Serdyukov e o ex-presidente Medvedev em 2008

Recebeu três promoções antecipadas: ao posto de major, tenente-coronel e coronel.
No verão de 1999, durante os exercícios "Zapad", o então Ministro da Defesa da Federação Russa, Marechal Igor Sergeev, presente nas manobras, declarou sobre Makarov: "Este general tem um grande futuro".
Em uma das avaliações de desempenho assinada pelo general do exército G. Salmanov, consta: "Possui grande capacidade de trabalho e dedica-se ao serviço militar com paixão".
A imprensa descreve Makarov como um “experimentalista, que busca romper com padrões não apenas no treinamento militar, mas também na vida cotidiana do exército”. Nesse contexto, destaca-se que, como comandante das tropas do Distrito Militar da Sibéria, foi um dos primeiros a criar 120 comitês de pais junto às unidades militares. Durante os períodos de alistamento no distrito, Makarov supervisionava pessoalmente o trabalho dos comissariados e criou um site na internet para que recrutas e seus familiares pudessem denunciar irregularidades cometidas pelos escritórios de alistamento.
Ainda nesse período, tornou-se o primeiro comandante de distrito das Forças Armadas da Rússia a responder, em tempo real, perguntas por meio da internet. Sua conferência online foi realizada em dezembro de 2005, organizada pelo centro de imprensa unificado do jornal Krasnaya Zvezda e do Distrito Militar da Sibéria, em Novosibirsk, com apoio do centro regional ITAR-TASS-Sibéria, e durou cerca de uma hora.
É candidato em Ciências Políticas (2006), tendo defendido a dissertação intitulada “Extremismo político como modelo radical do processo político e a organização do enfrentamento estatal ao extremismo”.
Na década de 1980, foi eleito deputado do Soviete Municipal de Deputados do Povo da cidade de Ulan-Ude.

### Trechos de entrevista
Nikolai Makarov:
| “ | Antigamente, combatíamos com agrupamentos multimilionários de tropas, baseados principalmente em frentes. A experiência dos conflitos militares da última década mostrou que esse tipo de guerra ainda é possível, mas pouco provável. No futuro, as tropas passarão a atuar com ações ativas e manobráveis. As batalhas frontais serão substituídas por operações de grupos interforças em toda a profundidade da formação inimiga. Os lados buscarão atingir alvos de importância crítica, bem como conduzir combates sem contato direto. | ” |

## Família, hobbies
É casado. Seu filho é coronel da polícia e atua na Direção Geral do Ministério do Interior da Rússia no Oblast de Sverdlovsk.
Segundo ele próprio, no tempo livre procura visitar museus, estreias de peças teatrais, exposições e concertos. Lê bastante, sobretudo sobre temas militares especializados, além de gostar de literatura histórica e ficção histórica.